# Ptichodis bucetum
Ptichodis bucetum là một loài bướm đêm trong họ Erebidae.